# Schach-Oscar
Der Schach-Oscar war eine jährliche Auszeichnung für den Schachspieler, der in den vorausgegangenen zwölf Monaten die besten Leistungen gezeigt hatte. Er wurde in zwei Phasen verliehen, 1967–1988 und 1995–2013.
Der Schach-Oscar wurde anfangs von Journalisten vergeben, die in der Association Internationale de la Presse Echiqueene (AIPE) organisiert waren. Später konnten auch Funktionäre, Trainer und Turnierorganisatoren mit abstimmen. Nachdem sich die AIPE nach dem Tode ihres Gründers, des Spaniers Jorge Puig, aufgelöst hatte, wurde der Preis zwischen 1989 und 1994 nicht vergeben. 1995 wurde er auf Initiative von Alexander Roschal und der russischen Schachzeitschrift 64 wieder eingeführt. Die Abstimmung wurde von der Weltschachorganisation FIDE unterstützt. Im Jahre 2014 stellte 64 die Veröffentlichung ein, wodurch seit diesem Jahr kein Schach-Oscar mehr verliehen wurde.

## Gewinner des Schach-Oscar

### Chronologie
Zwischen 1982 und 1988 gab es auch einen Schach-Oscar für die beste Schachspielerin.
| Jahr               | Schachspieler     | Schachspielerin      |
| ------------------ | ----------------- | -------------------- |
| 1967 (inoffiziell) | Bent Larsen       | nicht vergeben       |
| 1968               | Boris Spasski     | nicht vergeben       |
| 1969               | Boris Spasski     | nicht vergeben       |
| 1970               | Bobby Fischer     | nicht vergeben       |
| 1971               | Bobby Fischer     | nicht vergeben       |
| 1972               | Bobby Fischer     | nicht vergeben       |
| 1973               | Anatoli Karpow    | nicht vergeben       |
| 1974               | Anatoli Karpow    | nicht vergeben       |
| 1975               | Anatoli Karpow    | nicht vergeben       |
| 1976               | Anatoli Karpow    | nicht vergeben       |
| 1977               | Anatoli Karpow    | nicht vergeben       |
| 1978               | Viktor Kortschnoi | nicht vergeben       |
| 1979               | Anatoli Karpow    | nicht vergeben       |
| 1980               | Anatoli Karpow    | nicht vergeben       |
| 1981               | Anatoli Karpow    | nicht vergeben       |
| 1982               | Garri Kasparow    | Nona Gaprindaschwili |
| 1983               | Garri Kasparow    | Pia Cramling         |
| 1984               | Anatoli Karpow    | Maia Tschiburdanidse |
| 1985               | Garri Kasparow    | Maia Tschiburdanidse |
| 1986               | Garri Kasparow    | Maia Tschiburdanidse |
| 1987               | Garri Kasparow    | Maia Tschiburdanidse |
| 1988               | Garri Kasparow    | Judit Polgár         |
| 1989–1994          | nicht vergeben    | nicht vergeben       |
| 1995               | Garri Kasparow    | nicht vergeben       |
| 1996               | Garri Kasparow    | nicht vergeben       |
| 1997               | Viswanathan Anand | nicht vergeben       |
| 1998               | Viswanathan Anand | nicht vergeben       |
| 1999               | Garri Kasparow    | nicht vergeben       |
| 2000               | Wladimir Kramnik  | nicht vergeben       |
| 2001               | Garri Kasparow    | nicht vergeben       |
| 2002               | Garri Kasparow    | nicht vergeben       |
| 2003               | Viswanathan Anand | nicht vergeben       |
| 2004               | Viswanathan Anand | nicht vergeben       |
| 2005               | Wesselin Topalow  | nicht vergeben       |
| 2006               | Wladimir Kramnik  | nicht vergeben       |
| 2007               | Viswanathan Anand | nicht vergeben       |
| 2008               | Viswanathan Anand | nicht vergeben       |
| 2009               | Magnus Carlsen    | nicht vergeben       |
| 2010               | Magnus Carlsen    | nicht vergeben       |
| 2011               | Magnus Carlsen    | nicht vergeben       |
| 2012               | Magnus Carlsen    | nicht vergeben       |
| 2013               | Magnus Carlsen    | nicht vergeben       |

### Statistik
| Rang | Schachspieler       | Nation                          | Oscars | Jahre                                               | Alter 1 Beginn | Alter 1 Ende |
| ---- | ------------------- | ------------------------------- | ------ | --------------------------------------------------- | -------------- | ------------ |
| 1    | Garri Kasparow      | Sowjetunion, Russland (ab 1990) | 11     | 1982, 1983, 1985–1988, 1995, 1996, 1999, 2001, 2002 | 18             | 38           |
| 2    | Anatoli Karpow      | Sowjetunion                     | 9      | 1973–1977, 1979–1981, 1984                          | 21             | 32           |
| 3    | Viswanathan Anand   | Indien                          | 6      | 1997, 1998, 2003, 2004, 2007, 2008                  | 27             | 38           |
| 4    | Magnus Carlsen      | Norwegen                        | 5      | 2009–2013                                           | 18             | 22           |
| 5    | Bobby Fischer †     | Vereinigte Staaten              | 3      | 1970–1972                                           | 27             | 29           |
| 6    | Boris Spasski       | Sowjetunion                     | 2      | 1968, 1969                                          | 31             | 32           |
| 6    | Wladimir Kramnik    | Russland                        | 2      | 2000, 2006                                          | 24             | 30           |
| 8    | Bent Larsen †       | Dänemark                        | 1      | 1967 (inoffiziell)                                  | 32             | 32           |
| 8    | Viktor Kortschnoi † | Schweiz                         | 1      | 1978                                                | 46             | 46           |
| 8    | Wesselin Topalow    | Bulgarien                       | 1      | 2005                                                | 29             | 29           |

| Rang | Schachspielerin      | Nation   | Oscars | Jahre     | Alter 1 Beginn | Alter 1 Ende |
| ---- | -------------------- | -------- | ------ | --------- | -------------- | ------------ |
| 1    | Maia Tschiburdanidse | Georgien | 4      | 1984–1987 | 23             | 26           |
| 2    | Nona Gaprindaschwili | Georgien | 1      | 1982      | 40             | 40           |
| 2    | Pia Cramling         | Schweden | 1      | 1983      | 19             | 19           |
| 2    | Judit Polgár         | Ungarn   | 1      | 1988      | 11             | 11           |